# Dwight Davis
Dwight Filley Davis (ur. 5 lipca 1879 w Saint Louis, zm. 28 listopada 1945 w Waszyngtonie) – amerykański polityk, tenisista i fundator najważniejszego drużynowego trofeum w tenisie męskim – Pucharu Davisa.
Jako polityk był sekretarzem wojny w rządzie prezydenta Calvina Coolidge’a (1925–1929) oraz gubernatorem generalnym Filipin (1930–1932).

## Kariera tenisowa
W 1898 roku awansował do finału challenge round podczas mistrzostw USA (obecnie US Open), gdzie przegrał mecz o tytuł z Malcolmem Whitmanem. W 1899 roku zdobył mistrzostwo międzyuczelniane USA, zarówno w grze pojedynczej, jak i podwójnej. W latach 1899–1901 zwyciężył w mistrzostwach USA w grze podwójnej, wspólnie z Holcombem Wardem. Ponadto był w finale debla w 1898 i 1902 roku, również w parze z Wardem. W 1901 roku para Davis–Ward osiągnęła finał Wimbledonu.
W 1900 roku ufundował zmagania o Puchar Davisa, początkowo jako trofeum dla zwycięzcy pojedynku pomiędzy USA a Wielką Brytanią. W roli kapitana i zawodnika, razem z Malcolmem Whitmanem i Holcombem Wardem, sięgnął po pierwsze zwycięstwo w 1900 roku. Był także członkiem reprezentacji w 1902 roku.
W 1904 roku Davis wystąpił na igrzyskach olimpijskich w Saint Louis. Z gry pojedynczej został wyeliminowany w II rundzie, natomiast w grze podwójnej doszedł do ćwierćfinału w parze z Ralphem McKittrickiem.
W latach 1898–1901 znajdował się w czołowej dziesiątce zawodników amerykańskich (nr 2. w USA w 1899 i 1900 roku).
W 1956 roku nazwisko Davisa wpisano do Międzynarodowej Tenisowej Galerii Sławy.

### Finały w turniejach wielkoszlemowych

#### Gra pojedyncza (0–1)
| Końcowy wynik | Nr | Data | Turniej                              | Nawierzchnia | Przeciwnik   | Wynik finału       |
| ------------- | -- | ---- | ------------------------------------ | ------------ | ------------ | ------------------ |
| Finalista     | 1. | 1898 | U.S. National Championships, Newport | Trawiasta    | Beals Wright | 6:3, 2:6, 2:6, 1:6 |

#### Gra podwójna (3–3)
| Końcowy wynik | Nr | Data | Turniej                              | Nawierzchnia | Partner       | Przeciwnicy                       | Wynik finału            |
| ------------- | -- | ---- | ------------------------------------ | ------------ | ------------- | --------------------------------- | ----------------------- |
| Finalista     | 1. | 1898 | U.S. National Championships, Newport | Trawiasta    | Holcombe Ward | George Sheldon Leo Ware           | 6:1, 5:7, 4:6, 6:4, 5:7 |
| Zwycięzca     | 1. | 1899 | U.S. National Championships, Newport | Trawiasta    | Holcombe Ward | George Sheldon Leo Ware           | 6:4, 6:4, 6:3           |
| Zwycięzca     | 2. | 1900 | U.S. National Championships, Newport | Trawiasta    | Holcombe Ward | Fred Alexander Raymond Little     | 6:4, 9:7, 12:10         |
| Finalista     | 2. | 1901 | Wimbledon, Londyn                    | Trawiasta    | Holcombe Ward | Lawrence Doherty Reginald Doherty | 6:4, 2:6, 3:6, 7:9      |
| Zwycięzca     | 3. | 1901 | U.S. National Championships, Newport | Trawiasta    | Holcombe Ward | Leo Ware Beals Wright             | 6:3, 9:7, 6:1           |
| Finalista     | 3. | 1902 | U.S. National Championships, Newport | Trawiasta    | Holcombe Ward | Lawrence Doherty Reginald Doherty | 9:11, 10:12, 4:6        |